# Cadre d'architecture
Pour les articles homonymes, voir Architecture (homonymie).
Un cadre d'architecture est une spécification sur la façon d'organiser et de présenter une architecture de systèmes  ou l'architecture informatique d'un organisme.
Étant donné que les disciplines de l'architecture de systèmes et de l'architecture informatique sont très larges, et que la taille de ces systèmes peut être très grande, il peut en résulter des modèles très complexes. Afin de gérer cette complexité, il est avantageux de définir un cadre d'architecture par un ensemble standard de catégories de modèles (appelés “vues”) qui ont chacun un objectif spécifique. Certains des plus grands cadres d'architecture définissent des catégories de vues par rapport au domaine qu'ils traitent - par exemple "affaires", "technique", "services", etc.

## Origine
Le cadre Zachman est souvent considéré comme le premier cadre d'architecture, duquel dérivent d'autres cadres comme DoDAF (Department of Defense Architecture Framework) du département de la Défense des États-Unis, et MODAF (Ministry of Defense Architecture Framework).
DoDAF a été créé dans le cadre de la définition des fonctions militaires du département de la Défense des États-Unis (C4ISR). Les opérations réseau-centré font partie d'un même ensemble de référentiels. 
Un autre cadre employé largement est TOGAF, bien qu'il tienne plus d'une méthode que les cadres susmentionnés.

## Présentation
L’architecture d'entreprise (AE) (discipline souvent appelée en France : Urbanisation (informatique)) est une démarche qui consiste à mettre en place un cadre de référence et à aligner les objectifs métiers avec les composantes des systèmes d’information. Ainsi l’AE définit une composante de la stratégie informatique au travers du cadre de présentation des technologies et des processus. En procurant une meilleure connaissance de son patrimoine informatique, l’AE contribue à une meilleure agilité du SI en réponse aux évolutions rapides des organisations et des stratégies métiers.

### Intérêt
Les cadres d'architecture sont communément employés dans la gouvernance des technologies de l'information et des systèmes d'information. Une organisation peut souhaiter que certains modèles soient obligatoires pour la validation d'une conception de systèmes. De même, elle peut souhaiter spécifier que certaines vues soient employées dans la documentation des systèmes achetés – le département de la Défense des États-Unis stipule que des vues spécifiques du DoDAF soient fournies par les fournisseurs d'équipement pour des projets capitaux qui dépassent une certaine valeur.
Ces dernières années, il est devenu évident que l'on peut obtenir un bénéfice substantiel de l'architecture d'entreprise par la capacité de supporter la prise de décision dans un environnement d'affaires mouvant. Étant donné que l'architecture d'entreprise apporte tout à la fois les modèles d'affaires (par exemple les modèles de processus d'affaires, les chartes d'organisation, etc.) et les modèles techniques (par exemple les architectures de systèmes, les modèles de données, les diagrammes d'état, etc.) il est possible de suivre l'impact du changement organisationnel sur les systèmes, et aussi l'impact sur les affaires des changements introduits dans les systèmes.
Les intérêts sont, entre autres :
- réduction des coûts de développement et de maintenance ;
- meilleure portabilité des applications ;
- meilleure interopérabilité et administration des systèmes et des applications simplifiée ;
- meilleure capacité à gérer des sujets à l’échelle de l’entreprise à l’exemple de la sécurité ;
- meilleure souplesse dans le remplacement ou l’évolution de modules ou de composants ;
- simplification de l’infrastructure des SI ;
- meilleur usage ou réutilisation des infrastructures existantes
- souplesse accrue dans les choix d’approvisionnement ou de réalisation (make or buy) ;
- réduction des coûts de possession ;
- meilleure gestion des risques liés à de nouveaux investissements par une meilleure analyse ;
- décision d’achat plus simple car les informations gouvernant l’approvisionnement sont disponibles dans un plan cohérent ;
- processus d’approvisionnement plus rapide tout en respectant la cohérence globale des choix d’architecture.

### Approche par vues
Une architecture d’entreprise bien décrite et partagée permet d’effectuer les meilleures analyses et les choix équilibrés en tenant compte de l’innovation business et de l’efficacité de l’environnement IT. Parallèlement, elle permet le partage d’une vision stratégique de l’IT favorisant ainsi les synergies et la cohérence au sein d’entreprises de plus en plus étendues.
L'approche basée sur des vues de la plupart des cadres d'architecture peut apporter dans une certaine mesure des améliorations significatives au processus de décision - i.e. le décideur peut voir les modèles et étudier où se trouvent les dépendances critiques.
Cependant, dans des scénarios plus complexes avec des modèles de grandes entreprises, et de nombreuses variables et dépendances, la granularité d'une approche basée sur les vues n'est pas suffisamment fine.
Ces dernières années, beaucoup de cadres d'architecture comme DoDAF, MODAF, ou AGATE sont décrits par un métamodèle standard qui définit les éléments d'architecture critiques et les dépendances entre eux. Les applications basées sur ces modèles peuvent ensuite rechercher l'information d'architecture sous-jacente.

## Exemples d'usages

### Organisations de défense
Historiquement, les cadres d'architecture ont souvent été développés dans des organisations de défense, afin de définir des exigences par rapport aux fournisseurs de systèmes d'armes et de technologies de l'information par exemple.
Le DoDAF a été mis au point dans le cadre de tels besoins, de même que le MODAF. DoDAF couvre les besoins de l'ensemble du département de la Défense des États-Unis, tandis que MODAF couvre les besoins du ministère de la défense britannique.
MITRE Corporation a participé à la mise au point de DoDAF .
En France, AGATE couvrait les besoins de la direction générale de l'Armement (approvisionnements) mais a été abandonné définitivement au profit du NAF.

### Administrations territoriales
En fait, ces cadres d'architecture peuvent être étendus à bien d'autres secteurs que la défense.
En particulier, il existe des territoires où ces principes ont été appliqués :
- Au nord-est des États-Unis, dans certains États,
- Au Royaume-Uni, au sud du pays de Galles.

### Entreprises
TOGAF (The Open Group Architecture Framework) est un cadre d'architecture défini dans le cadre de l'Open Group par une équipe comprenant des personnalités de MITRE Corporation, de Raytheon, et de Architecting-the-Enterprise Ltd.
Il existe également de nombreux cadres d'architecture orientés services.